# طارق الشمری
طارق الشمری (انگلیسی: Tareq Al-Shammari؛ زادهٔ ۵ اوت ۱۹۸۴) بازیکن فوتبال اهل کویت بود.
از باشگاه‌هایی که در آن بازی کرده‌است می‌توان به باشگاه ورزشی الکویت اشاره کرد.